# Urophora rufitarsis
Urophora rufitarsis är en tvåvingeart som först beskrevs av Macquart 1855.  Urophora rufitarsis ingår i släktet Urophora och familjen borrflugor. Inga underarter finns listade i Catalogue of Life.